# 우미노쿠치역
우미노쿠치역(일본어: 海ノ口駅)은 일본 나가노현 오마치시에 있는 동일본 여객철도 오이토 선의 철도역이다. 역 번호는 19번이며, 단선 승강장 1면 1선의 구조를 갖춘 지상역이다.

## 이용 현황
| 승차 인원 추이 | 승차 인원 추이 |
| 연도           | 1일 평균       |
| -------------- | -------------- |
| 2007           | 14             |
| 2010           | 23             |
| 2011           | 16             |

## 역세권 정보
- 기자키 호
- 국도 148호선

## 역사
- 1929년 9월 25일 : 국철 오이토미나미 선 시나노오마치역 - 야나바역 간이 개통함에 따라 개업. 여객 · 화물 취급 개시.
- 1957년 8월 15일 : 나카쓰치역 - 고타키역 간이 개통해서 전 노선이 개통함에 따라, 오이토 선으로 개칭.
- 1959년 7월 17일 : 시나노오마치 역 - 시나노요쓰야 역 간을 전철화.
- 1960년 6월 1일 : 화물 취급 폐지.
- 1987년 4월 1일 : 일본국유철도 분할 민영화에 의해, 동일본 여객철도가 승계.
- 2014년
  - 11월 22일 : 나가노 현 가미시로 단층 지진으로 인해 시나노오마치 - 이토이가와 간을 23일까지 운행 중단.
  - 11월 25일 : 시나노오마치 - 하쿠바 간을 운행 재개.
  - 12월 7일 : 하쿠바 - 미나미오타리 간의 운행을 재개해, 오이토 선의 전 노선이 복구됨.

## 애니메이션
2002년 1월부터 3월까지 일본 WOWOW에서 방영되었던 오네가이 티쳐와 오네가이 트윈즈에 나온 기자키 호 주변이 만화의 배경이 되었으며, 기자키 호의 북쪽에 위치한 이 역도 오프닝과 스토리에 등장했다.

## 인접역
| 동일본 여객철도 오이토 선 | 동일본 여객철도 오이토 선 | 동일본 여객철도 오이토 선                |
| ------------------------- | ------------------------- | ---------------------------------------- |
| 20 이나오 마쓰모토 방면   | ■ 오이토 선               | 야나바 18 미나미오타리 · 이토이가와 방면 |